# Степанов Валерій Миколайович
Валерій Миколайович Степанов (11 січня 1946, Одеса — 15 березня 2008, Одеса) — український військовик. Генерал-лейтенант. Командувач військами Прикарпатського військового округу (1992—1993).

## Біографія
Народився 11 січня 1946 року в місті Одеса. У 1968 році закінчив Київське вище загальновійськове командне училище, Військову академію ім. М. Фрунзе (1976), Військову академію Генерального штабу Збройних Сил СРСР (1987).
Служив на посадах командира мотострілецьких взводу та роти в Центральній групі військ, начальника штабу — заступника командира полку, командира мотострілецького полку та дивізії у військах Ленінградського військового округу, командира 94-ї мотострілецької дивізії в Групі радянських військ у Німеччині.
Після закінчення Академії Генерального штабу — начальник штабу — перший заступник командувача 35-ї армії, командувач 13-ї загальновійськової армії Прикарпатського військового округу.
28 січня 1992 року призначений командувачем військ Прикарпатського військового округу.
З 1993 по 1994 р. — заступник командувача військ Одеського військового округу (з реформування військ).
У вересні 1994 року звільнений з лав Збройних Сил України.
Після виходу у відставку працював на посадах начальника відділу та директора Департаменту оборонної політики Одеської міської ради. Очолював Громадську організацію об'єднання ветеранів вищих офіцерів міста Одеси.
15 березня 2008 року помер і похований в Одесі.

## Нагороди та відзнаки
- Орден Червоної Зірки,
- медалі ЗС СРСР та України.